# Широкое (Симферопольский район)
Широ́кое (в XIX веке Каракаш; до 1948 года совхоз Кита́й ; укр. Широке, крымскотат. Borançı Qıtay, Боранчы Къытай) — село в Симферопольском районе Республики Крым, центр Широковское сельское поселение (согласно административно-территориальному делению Украины — Широковского сельского совета Автономной Республики Крым).
В селе действует муниципальное бюджетное общеобразовательное учреждение
«Широковская школа», детский сад «Золотые зернышки».

## Население
| 2001 | 2014  |
| ---- | ----- |
| 1613 | ↘1491 |

Всеукраинская перепись 2001 года показала следующее распределение по носителям языка
| Язык       | Процент |
| ---------- | ------- |
| русский    | 77,5    |
| украинский | 19,71   |
| другие     | 1,8     |

### Динамика численности
| - 1805 год — 159 чел. - 1864 год — 7 чел. - 1889 год — 14 чел. - 1892 год — 48 чел. - 1902 год — 65 чел. - 1915 год — —/55 чел. | - 1926 год — 73 чел. - 1989 год — 1503 чел. - 2001 год — 1613 чел. - 2009 год — 1644 чел. - 2014 год — 1491 чел. |

## Современное состояние
В Широком числится 16 улиц и территория станция Пролётная, площадь, занимаемая селом, 114,3 гектаров, на которой в 515 дворах, по данным сельсовета на 2009 год, числилось 1644 жителя.

## География
Село Широкое расположено на севере района, в степной зоне Крыма, расстояние до Симферополя — около 34 километров, в 2,5 км к западу от шоссе 35А-002 граница с Украиной — Симферополь — Ялта по автодороге 35Н-551 (по украинской классификации по шоссе С-0-11358 от трассы М-18 Харьков — Симферополь), высота центра села над уровнем моря — 45 м. Ближайшая железнодорожная станция (и ближайшее село) Пролётная — в 1 километре. Другие соседние сёла: на востоке Новоандреевка — около 2 км, в 4 км южнее Журавлёвка и Куприно, на западе Дивное в 1 км и Сумское — примерно 5 км.

## История
Первое документальное упоминание села встречается в Камеральном Описании Крыма… 1784 года, судя по которому, в последний период Крымского ханства Китай входил в Акмечетский кадылык Акмечетского каймаканства. После присоединения Крыма к России (8) 19 апреля 1783 года, (8) 19 февраля 1784 года, именным указом Екатерины II сенату, на территории бывшего Крымского Ханства была образована Таврическая область и деревня была приписана к Перекопскому уезду. После Павловских реформ, с 1796 по 1802 год, входила в Акмечетский уезд Новороссийской губернии. По новому административному делению, после создания 8 (20) октября 1802 года Таврической губернии, Китай был включён в состав Кучук-Кабачской волости Перекопского уезда.
По Ведомости о всех селениях в Перекопском уезде состоящих с показанием в которой волости сколько числом дворов и душ… от 21 октября 1805 года, в Китае числилось 20 дворов, 126 человек, крымских татар и 23 цыгана, а земля принадлежала Кемаль бею, Джелал-мурзе и жителям деревни. На военно-топографической карте генерал-майора Мухина 1817 года Китай обозначен с 18 дворами. После реформы волостного деления 1829 года Китай, согласно «Ведомости о казённых волостях Таврической губернии 1829 года», отнесли к Агъярской волости (преобразованной из Кучук-Кабачской). На карте 1836 года в деревне 22 двора, как и на карте 1842 года.
В 1860-х годах, после земской реформы Александра II, деревню включили в состав Айбарской волости. В «Списке населённых мест Таврической губернии по сведениям 1864 года», составленном по результатам VIII ревизии 1864 года, Китай — хутор с 1 двором и 7 жителями при колодцахъ. По обследованиям профессора А. Н. Козловского начала 1860-х годов, колодцы деревни, глубиной 20—22 сажени (42—45 м) вырублены в камне, вода в них пресная. Видимо, деревня была покинута жителями в 1860—1864 годах, в результате эмиграции крымских татар, особенно массовой после Крымской войны 1853—1856 годов, в Турцию. На трёхверстовой карте Шуберта 1865—1876 года на месте деревни Китай обозначен хутор Каракаш. В «Памятной книге Таврической губернии 1889 года», по результатам Х ревизии 1887 года, записан Китай, уже Григорьевской волости, с 3 дворами и 14 жителями.
После земской реформы 1890 года Китай отнесли к Бютеньской волости. Согласно «…Памятной книжке Таврической губернии на 1892 год», в деревне, находившейся в частном владении, было 48 жителей в 11 домохозяйствах. По «…Памятной книжке Таврической губернии на 1902 год» в Китае числилось 65 жителей в 8 домохозяйствах.
В конце XIX, начале XX века на хуторе появились немецкие колонисты. По Статистическому справочнику Таврической губернии. Ч.II-я. Статистический очерк, выпуск пятый Перекопский уезд, 1915 год, в экономии Китай Бютеньской волости Перекопского уезда числился 1 двор с немецким населением в количестве 55 человек «посторонних» жителей, из которых 44 мужчины и 11 женщин. В экономии числилось 977 десятин удобной земли. В хозяйстве имелось 40 лошадей, 156 волов, 21 корова и 26 голов мелкого скота.
После установления в Крыму Советской власти, по постановлению Крымревкома от 8 января 1921 года была упразднена волостная система и село включили в состав вновь созданного Сарабузского района Симферопольского уезда, а в 1922 году уезды получили название округов. 11 октября 1923 года, согласно постановлению ВЦИК, в административное деление Крымской АССР были внесены изменения, в результате которых был ликвидирован Сарабузский район и образован Симферопольский и село включили в его состав. Согласно Списку населённых пунктов Крымской АССР по Всесоюзной переписи 17 декабря 1926 года, в совхозе Китай, организованном на месте прежней экономии, Ново-Андреевского сельсовета Симферопольского района, числилось 47 дворов, население составляло 73 человека, из них 34 русских, 23 украинца, 12 немцев, 1 белорус, 1 еврей, 1 чех, 1 записан в графе «прочие». Постановлением КрымЦИКа от 15 сентября 1930 года был вновь создан Биюк-Онларский район (указом Президиума Верховного Совета РСФСР № 621/6 от 14 декабря 1944 года переименованный в Октябрьский), теперь как немецкий национальный (лишённый статуса национального постановлением Оргбюро ЦК КПСС от 20 февраля 1939 года, село включили в его состав.
18 августа 1941 года все крымские немцы были выселены, сначала в Ставропольский край, а затем в Сибирь и северный Казахстан. В 1944 году, после освобождени Крыма от фашистов, 12 августа 1944 года было принято постановление № ГОКО-6372с «О переселении колхозников в районы Крыма» и в сентябре 1944 года в район приехали первые новосёлы (214 семей) из Винницкой области, а в начале 1950-х годов последовала вторая волна переселенцев из различных областей Украины. С 25 июня 1946 года Китай в составе Крымской области РСФСР. Указом Президиума Верховного Совета РСФСР от 18 мая 1948 года, населённый пункт совхоза Китай Октябрьского (с 14 декабря 1944 года) района переименовали в деревню Широкая, статус села присвоен позже. 26 апреля 1954 года Крымская область была передана из состава РСФСР в состав УССР. Время включения в состав Амурского сельсовета пока не установлено: на 15 июня 1960 года село уже числилось в его составе.
После упразднения в 1962 году Октябрьского района, во исполнение указа Президиума Верховного Совета УССР «Об укрупнении сельских районов Крымской области», от 30 декабря 1962 года Широкое присоединили к Красногвардейскому району, а после восстановления в 1965 году Симферопольского, Широкое вошло в состав района. Решением Крымоблисполкома от 29 июня 1979 года образован Широковский сельсовет. По данным переписи 1989 года в селе проживало 1503 человек. С 12 февраля 1991 года село в восстановленной Крымской АССР, 26 февраля 1992 года переименованной в Автономную Республику Крым. С 21 марта 2014 года в составе Крыма аннексировано Россией.

### Известные уроженцы
- Арнольд, Юрий Карлович — русский музыкальный теоретик, критик, композитор, вокальный педагог.
- Каракаш, Михаил Николаевич — российский оперный певец (лирико-драматический баритон), вокальный педагог, режиссёр.